# Eddie Dean
Eddie Dean es un personaje de ficción de la saga de La Torre Oscura del escritor Stephen King. Su nombre completo es Edward Cantor Dean.
Su primera aparición es en el libro La Torre Oscura II: La invocación.

## En Nueva York
Roland Deschain, protagonista de la saga, entra en la cabeza de Eddie a través de una puerta mágica que encuentra en la playa de Mundo Medio.
Eddie es un joven de 23 años adicto a la heroína. Vive en el Nueva York de nuestro mundo, en el año de 1987. Cuando Roland entra en su cabeza, Eddie se encuentra en un avión llevando cocaína de contrabando para el jefe de la mafia Enrico Balazar. Una azafata comienza a sospechar de él, Roland le ayuda a pasar la cocaína a Mundo Medio.
Roland informa a Eddie de su búsqueda para encontrar la Torre Oscura, y de cómo Walter predijo que Eddie le ayudaría.
Como Roland le había ayudado con la cocaína, y por tanto salvado su vida, Eddie se compromete a ayudarle, pero de vuelta a casa es capturado por los hombres de Balazar y llevado a la sede de turbas en la Pequeña Italia.
Con la cocaína aún en Mundo Medio, Eddie teme que Balazar lo mate antes de que encuentre la manera de regresarla a su mundo. Con trucos, Eddie consigue que los hombres de Balazar lo dejen ir al baño (en cuyo caso él y Roland pueden pasar por la puerta y obtener la cocaína, evitar problemas). De repente, Eddie se da cuenta de que Balazar ha matado a su hermano y mejor amigo, Henry. Enojado, Eddie obliga a un hombre de Enrico a pasar a través de la puerta, que es comido por una langostruosidad (una criatura de Mundo Medio).
Roland le da a Eddie una de sus pistolas y ambos vuelven a matar a Enrico Balazar y los suyos. Después regresan a Mundo Medio, permanentemente.

## En Mundo Medio
Eddie comienza a sufrir del síndrome de abstinencia y Roland lo ayuda a recuperarse.
Cuando Eddie y Roland llegan finalmente a la puerta que traerá a la segunda persona que se supone debe ayudar a Roland en su búsqueda se dan cuenta de que esta puerta también lleva a Nueva York, pero en el año 1964.
De esta puerta viene Odetta Holmes, una mujer con doble personalidad de la que Eddie se enamora al instante. Con el apoyo de Roland, pero sobre todo, el amor de Eddie, Odetta y su otra personalidad se funden en una sola, Susannah Dean, que por fuerza del Ka se casa con Eddie.
En el resto de la serie, Eddie se convierte en el bromista del grupo. A Roland le recuerda con frecuencia a su desaparecido amigo, Cuthbert Allgood.
Cabe destacar que entre sus méritos se encuentra vencer a Blaine el Mono, el tren que los conduce por el camino del Haz desde Lud hasta Topeka, en el concurso de adivinanzas, utilizando la ilógica.

## Muerte
Eddie muere finalmente en el séptimo y último tomo de la saga, La Torre Oscura VII: La Torre Oscura, después de una larga agonía por un disparo de Pimli Prentiss en el ataque a Algul Siento. El disparo fue en el ojo derecho.
- Datos: Q2988692